# Las Chacritas (San Juan)
Las Chacritas es una localidad del Departamento Nueve de Julio, de la provincia de San Juan, Argentina.

## Geografía

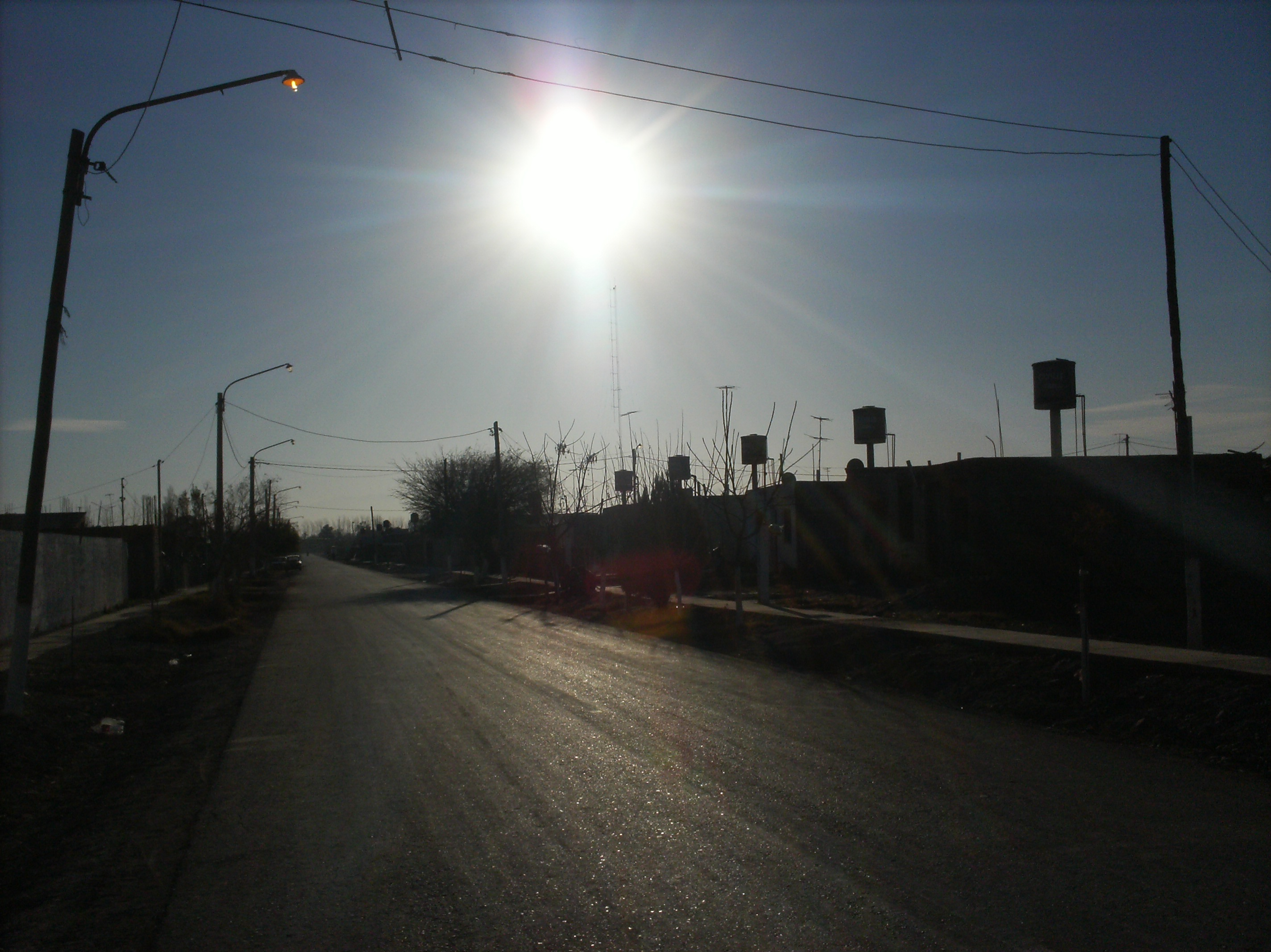
Casas de Las Chacritas construidas por un plan de viviendas provincial, a tras de la ruta 20.

Esta localidad se encuentra ubicada en el centro sur de la provincia de San Juan, en el centro este del oasis del Valle del Tulúm, a 12 kilómetros el este de la ciudad de San Juan en la parte norte del departamento 9 de Julio, siendo el principal distrito después de la cabecera departamental de dicho departamento (9 de julio). Se halla emplazada en un sector de revenición de suelo, casi al pie de las Sierra de Pie de Palo. A escasos kilómetros del ejido urbano de dicha localidad se encuentra el Aeropuerto Domingo Faustino Sarmiento

### Aspecto
De baja densidad población es su principal aspecto, se ubica en forma lineal a las orillas de Ruta Nacional número 20, la principal vía de comunicación de la ciudad de San Juan hacia Buenos Aires

### Población
Cuenta con 1,572 habitantes (Indec, 2001), lo que representa un marcado incremento del 114,5% frente a los 733 habitantes (Indec, 2001) del censo anterior.

### Sismicidad
La sismicidad del área de Cuyo (centro oeste de Argentina) es frecuente y de intensidad baja, y un silencio sísmico de terremotos medios a graves cada 20 años en distintas áreas aleatorias.
Terremoto de Caucete 1977el 23 de noviembre de 1977, la región fue asolada por un terremoto y que dejó como saldo lamentable algunas víctimas, y un porcentaje importante de daños materiales en edificaciones.
Sismo de 1861aunque dicha actividad geológica catastrófica, ocurre desde épocas prehistóricas, el terremoto del 20 de marzo de 1861 señaló un hito importante dentro de la historia de eventos sísmicos argentinos ya que fue el más fuerte registrado y documentado en el país. A partir del mismo la política de los sucesivos gobiernos mendocinos y municipales han ido extremando cuidados y restringiendo los códigos de construcción. Y con el terremoto de San Juan de 1944 del 15 de enero de 1944 (81 años) el gobierno sanjuanino tomó estado de la enorme gravedad sísmica de la región.
El Día de la Defensa Civil fue asignado por un decreto recordando el sismo que destruyó la ciudad de Caucete el 23 de noviembre de 1977, con más de 40.000 víctimas sin hogar. No quedaron registros de fallas en tierra, y lo más notable efecto del terremoto fue la extensa área de licuefacción (posiblemente miles de km²).
El efecto más dramático de la licuefacción se observó en la ciudad, a 70 km del epicentro: se vieron grandes cantidades de arena en las fisuras de hasta 1 m de ancho y más de 2 m de profundidad. En algunas de las casas sobre esas fisuras, el terreno quedó cubierto de más de 1 dm de arena.